# Goran Rubil
Goran Rubil (ur. 9 marca 1981 w Slavonskim Brodzie) – chorwacki piłkarz, grający na pozycji prawego pomocnika.
Rubil urodził się w Slavonskim Brodzie. Rozpoczynał w klubie z rodzinnego miasta NK Marsonia, ale grał tam tylko w drużynie juniorów. W 1999 roku do skutku doszedł wyjazd zawodnika do Francji, kiedy Rubil nie miał skończonych jeszcze 17 lat. Tam trafił do szkółki piłkarskiej FC Nantes. W zespole "Kanarków" grał najpierw juniorach, potem w rezerwach, a do pierwszego zespołu trafił w 1999 roku. 14 grudnia tamtego roku Rubil zadebiutował w barwach Nantes w Ligue 1 w wygranym 2:1 wyjazdowym meczu z RC Lens. W sezonie 1999/2000 tylko jeszcze jeden raz pojawił się na boisku. W barwach Nantes Rubil bardzo rzadko występował w meczach, zarówno u Raynalda Denoueixa jak i Angela Marcosa. W sezonie 2000/2001 Rubil jeden raz pojawił się na boisku, w sezonie 2001/2002 2 razy, a w sezonie 2002/2003 5 razy. Jednak pomimo tak małej liczby spotkań, Rubil zdobył mistrzostwo Francji w sezonie 2000/2001, a wcześniej w sezonie 1999/2000 Puchar Francji. W 2003 roku Rubil na jeden sezon został wypożyczony do Stade Lavallois z drugiej ligi. Drużyna ta ledwo uchroniła się przed spadkiem zajmując dopiero 17. miejsce w lidze, ale Rubil i tam grał mało – rozegrał tylko 8 meczów i zdobył swoją pierwszą bramkę we Francji. Po sezonie powrócił do Nantes, gdzie w sezonie 2004/2005 rozegrał jeden mecz w rundzie jesiennej, zimą nie grając w ogóle.
Latem 2005 Rubil był piłkarzem klubu 2. ligi japońskiej Shonan Bellmare. Zespół ten zajął 7. miejsce w lidze i nie zdołał awansować do pierwszej ligi. W Japonii grał do sierpnia 2006, a następnie wrócił do Chorwacji i przeszedł do NK Rijeka, podpisując roczny kontrakt z tym klubem. W styczniu 2007 opuścił Rijekę i odszedł do Hajduka Split. W Hajduku grał do lata 2010 i wtedy też został piłkarzem greckiego Asterasu Tripolis.
W reprezentacji Chorwacji Rubil nigdy nie grał. Był natomiast członkiem narodowych drużyn młodzieżowych w kategoriach Under-19 i Under-21, w barwach których rozegrał kilkanaście meczów.

## Kariera
| Sezon   | Klub             | Kraj      | Rozgrywki     | Mecze | Bramki |
| ------- | ---------------- | --------- | ------------- | ----- | ------ |
| 1999/00 | FC Nantes        | Francja   | Ligue 1       | 2     | 0      |
| 2000/01 | FC Nantes        | Francja   | Ligue 1       | 1     | 0      |
| 2001/02 | FC Nantes        | Francja   | Ligue 1       | 2     | 0      |
| 2002/03 | FC Nantes        | Francja   | Ligue 1       | 5     | 0      |
| 2003/04 | Stade Lavallois  | Francja   | Ligue 2       | 8     | 1      |
| 2004/05 | FC Nantes        | Francja   | Ligue 1       | 1     | 0      |
| 2005    | Shonan Bellmare  | Japonia   | II. liga      | 11    | 0      |
| 2005/06 | NK Rijeka        | Chorwacja | Prva HNL      | 4     | 0      |
| 2006/07 | NK Rijeka        | Chorwacja | Prva HNL      | 10    | 1      |
| 2006/07 | Hajduk Split     | Chorwacja | Prva HNL      | 9     | 0      |
| 2007/08 | Hajduk Split     | Chorwacja | Prva HNL      | 27    | 3      |
| 2008/09 | Hajduk Split     | Chorwacja | Prva HNL      | 15    | 1      |
| 2009/10 | Hajduk Split     | Chorwacja | Prva HNL      | 19    | 0      |
| 2010/11 | Asteras Tripolis | Grecja    | Alpha Ethniki |       |        |